# 夺魂铃
《夺魂铃》（英語：The Bells of Death）是1968年岳枫执导，邱刚健编剧的武侠剧情类香港電影，由张翼、秦萍等人领衔主演，该电影主要讲述一个人给家人报仇的故事，该作的剧情是改编自意大利牛仔片《丧尼祖马》。该片是邱刚健加入邵氏公司后名列编剧的首部公映作品。《夺魂铃》可能是当年邵逸夫最欣赏的公司成品，因为它时常代表公司去参加各类电影展。

## 劇情簡介
有一个年轻的农夫，因为好心给一群强盗指路，结果却导致他的家人被杀，姐姐被掳走。
之后他为了报仇，拜一个老者为师，学成后，他便去找之前杀死他家人的盗贼们复仇，并在这之中遇到了一个心仪的女子。
随后，虽说他将仇人全部杀死，但是他的姐姐为了保护他而死，接着，大仇得报的他和心爱之人回归故乡，过上了平静的日子。

## 演员
- 张翼
- 秦萍
- 谷峰
- 李允中
- 午马
- 杨志卿
- 黄青云
- 蓝伟烈
- 江龙
- 葛萍
- 张石庵
- 顾占熊
- 陈濠
- 解元
- 周小来
- 徐庆春
- 白妤
- 谈瑛
- 曾楚霖
- 洪金宝
- 赵心妍
- 沈劳
- 洪流
- 郝履仁
- 吴明才
- 田琛
- 朱由高
- 林蛟

## 相關連結
- 香港影庫上《夺魂铃》的資料（繁體中文）
- 豆瓣电影上《夺魂铃》的資料 （简体中文）
- 互联网电影数据库（IMDb）上《夺魂铃》的资料（英文）
- 爛番茄上《夺魂铃》的資料（英文）